# Sphenomorphus muelleri
Espèce
Synonymes
- Scincus muelleri Schlegel, 1837
- Lygosoma muelleri (Schlegel, 1837)

Sphenomorphus muelleri est une espèce de sauriens de la famille des Scincidae.

## Répartition
Cette espèce est endémique d'Indonésie. Elle se rencontre sur l'île de Céram, dans les îles Kai et dans les îles Aru ainsi qu'en Nouvelle-Guinée occidentale.

## Étymologie
Cette espèce est nommée en l'honneur de Salomon Müller.

## Publication originale
- Schlegel, 1837 : Abbildungen neuer oder unvollständig bekannter Amphibien, nach der Natur oder dem Leben entworfen und mit einem erläuternden Texte begleitet. Arne and Co., Düsseldorf, p. 1-141 (texte intégral).